# Langenberg (Glaubitz)
Langenberg ist ein rechtsseitig der Elbe gelegener Ortsteil der sächsischen Gemeinde Glaubitz im Landkreis Meißen. Das Dorf entstand erst nach 1788.

## Geographie
Die Ortsanlage besteht aus einer langen Häuserzeile und einigen Fischerhäusern in der Sageritzer Flur. Das Dorf liegt an der Staatsstraße 88 und erstreckt sich auf dem Langen Berg, einem ehemaligen Hochufer eines heute trockenen Elbarmes. Die Elbe verläuft etwa 1,5 km südlich von Langenberg. Südlich von Langenberg liegt Grödel, südöstlich und östlich schließt sich Nünchritz direkt an Langenberg an. Nordöstlich von Langenberg befindet sich das LSG Glaubitzer Wald und nördlich der Ort Glaubitz. Durch Langenberg führen die Bahnstrecke Leipzig–Riesa–Dresden und der Elsterwerda-Grödel-Floßkanal. In Langenberg befindet sich der Bahnhof Glaubitz, der bis 1924 der Bahnhof Langenberg war.

## Geschichte
1788 überließ der Rittergutsbesitzer Johann Gottfried Perl ein Stück brachliegenden Landes auf dem langen Berg einigen einfachen Bauern zur unentgeltlichen Besiedelung. Es bildete sich sofort eine schnellwachsende Kolonie, die zunächst ein Ortsteil von Sageritz war und damit zum Gerichtssprengel des Patrimonialgerichts Glaubitz, das erblich auf dem Rittergut lag und nach deren Besitzer benannt wurde, gehörte. 1803 gab es einen Weinberg in Langenberg.
In Langenberg lebten anfangs eher arme Bewohner, die kaum ihren Lebensunterhalt bestreiten konnten und einige Diebstähle begingen. 1806 muss es besonders unruhig und unsicher zugegangen sein. Einige Bewohner der Nachbarorte Moritz, Röderau und Zeithain beklagten sich in einer Beschwerdeschrift beim damaligen Kurfürsten Friedrich August von Sachsen über Diebstähle schlimmster und dreistester Art, die angeblich die Bewohner von Langenberg auf den Fluren und in den Wäldern der drei Dörfer begangen haben sollten.
In der Beschwerdeschrift heißt es weiter: Diese Häußler nun, und deren Miethleute, von denen viele das ganze Jahr hindurch zu Hauße müßig aufliegen, wenig oder nichts zum leben haben, drum Diebereyen nachgehen, machen die ganze Gegend, besonders aber die benachbarten Dörfer Röderau, Moritz und Zeithain unsicher, so daß viele von Ihnen aus den gleichgedachten Dörfern Victualien aller Art gestohlen, uns die Feldfrüchte vom Felde weggeholet, aus unseren Gemeindehölzern das Holz weggehauen haben und dabei so ungescheuet zu Werke gegangen sind, daß sie dieses saubere Handwerk sogar am Tage getrieben, wie wir denn mehrere dieser Einwohner von Langenberg sowohl auf unseren Feldern und in unseren Gehölzen angetroffen. Weiter heißt es, dass diese Einwohner sich nicht abschrecken lassen und jedes Jahr aufs neue große Schäden verursachen. In der darauf folgenden Untersuchung gab das Gericht Glaubitz an, dass die Beschwerde wohl etwas übertrieben wäre, alle Einwohner Langenbergs als Gesindel zu bezeichnen. Einzelne Bewohner hätten zwar Diebstähle begangen, wurden aber bereits bestraft, in einem Fall sogar mit Zuchthaus. Nach dieser Auskunft wurde die Beschwerde abgewiesen.
Am 20. April 1818 wurde für Langenberg die Loslösung aus dem Sageritzer Gemeindeverband beantragt. Dies wurde durch die Glaubitzer Gerichtsherrschaft aus polizeilichen Rücksichten beantragt. Langenberg wurde am 18. November 1818 selbständige Landgemeinde mit 47 Feuerstellen. Die Einwohner waren zumeist Schiffer, Maurer, Zimmerer und Tagelöhner.
Eine 1817 für Langenberg beantragte Genehmigung für ein Wirtshaus war mit der Begründung abgelehnt worden, dass ein solches Lokal nicht zur Ruhe und Ordnung beitragen würde. Am 27. Januar 1835 bekam der Hausbesitzer Friedrich Boitz die Schankgerechtigkeit für sein Haus und nur seine Person zugesprochen. Nachdem das Haus an Karl Gottlob Fischer aus Langenberg vermietet wurde, erlosch die Konzession wieder. Am 21. Oktober beantragte Johann Friedrich David Paul, der inzwischen das Haus der Familie Boitz gekauft hatte, erneut eine Konzession für einen Schank-, Gasthofs- und Tanzbetrieb auf seinem Grundstück. 44 Hausbesitzer hatten Herrn Paul mit einer Eingabe vom 18. September 1937 an die Glaubitzer Gerichte unterstützt. Am 28. November 1837 genehmigte die Kreisdirektion Dresden die Eröffnung des Gastbetriebes in Langenberg. Der Gasthof befand sich gegenüber dem Bahnhofsgebäude und war somit sehr verkehrsgünstig gelegen. Durch den Bau der Leipzig-Dresdner Eisenbahn war das Bedürfnis nach einer Gaststätte entstanden.
1838 wurde in Langenberg für die Grödeler und Langenberger Kinder ein Schulgebäude errichtet. 1840 hatte das Dorf 329 Einwohner und 48 Häuser, in denen das Armenhaus, das herrschaftliche Winzerhaus und die Schule inbegriffen waren. Die Einwohnerschaft bestand aus Maurern, Ziegeldeckern, Klebern und Zimmerleuten. Zusätzlich lebten im Ort 4 Victualienhändler, 2 Schneider, 3 Leinweber und 1 Schuhmacher. In die Schule gingen 66 Kinder aus Langenberg (29 Jungen und 37 Mädchen) und 40 Kinder aus Grödel (20 Jungen und 20 Mädchen). Der erste Lehrer war Herr August Schneider, der ehemalige Kinderlehrer von Grödel.
Mit der Einweihung der ersten deutschen Ferneisenbahn 1839 erlebte der Ort einen weiteren Aufschwung. Langenberg bekam einen Bahnhof mit Gütergleis. Die Station wurde „Langenberg bei Riesa“ genannt, obwohl der Bahnhof auf Glaubitzer Flur stand. Der Name verschwand erst am 1. Juni 1924 zum Sommerfahrplanwechsel und wurde zu „Glaubitz b. Riesa“ umbenannt. Der neue Bahnhof begünstigte die Ansiedlung von Gewerbe. 1875 wurde ein Dampfmühlenbetrieb eröffnet, 1897 eine Glasfabrik und 1918 eine Fabrik für Beleuchtungskörper der Fa. Lieske. 1890 bestand Langenberg aus 71 Gebäuden, in denen 496 Einwohner lebten. Vor Beginn des Ersten Weltkrieges 1914 bestand in Langenberg viele Jahre lang eine selbständige Gendarmeriestation, die im Haus der Familie Lieske. Diese Polizeidienststelle wurde kurz vor dem Ersten Weltkrieg geschlossen und dafür eine neue Dienststelle in Glaubitz eröffnet. 1885 wurde die Schule durch einen Neubau ersetzt und 1923 erweitert. Seit dem 1. Januar 1877 bildete Langenberg mit Glaubitz und Sageritz eine Gesamtgemeinde. 1923 wurde der Ort zusammen mit Sageritz in (Groß)Glaubitz einverleibt und Glaubitz C genannt. 1928 war als Kleinbetrieb eine Korbmacherei vorhanden.
Sachsen kam nach dem Zweiten Weltkrieg in die Sowjetische Besatzungszone und später zur DDR. Nach der Gebietsreform 1952 wurde Langenberg dem Kreis Riesa im Bezirk Dresden zugeordnet. Die Schule wurde nur noch für Unterstufenklassen genutzt. 1978 wurde die Langenberger Schule geschlossen. Die Langenberger Kinder wurden in Glaubitz eingeschult, die Grödeler Kinder nach Nünchritz. Nach der Deutschen Wiedervereinigung kam der Ort zum wiedergegründeten Freistaat Sachsen. Die folgenden Gebietsreformen in Sachsen ordneten Langenberg als Teil von Glaubitz 1994 dem Landkreis Riesa-Großenhain und 2008 dem Landkreis Meißen zu. Beim Jahrhunderthochwasser der Elbe 2002 füllte sich der an Langenberg vorbeiführende ehemalige Nebenarm mit Wasser, da der Elbdamm in Nünchritz und zwischen Moritz und Promnitz überspült beziehungsweise gebrochen war. Mehrere Häuser mussten evakuiert werden. Um weitere Schäden zu vermeiden, wurde der Floßkanal am Bahnhof zugeschüttet, damit kein Wasser nach Glaubitz weiterlaufen konnte. Beim Hochwasser 2013 waren die gleichen Maßnahmen nötig.